# Dorometra
Genre
Dorometra est un genre de comatules de la famille des Antedonidae.

## Liste d'espèces
Selon World Register of Marine Species (22 mars 2015) :
- Dorometra aegyptica (AH Clark, 1911)
- Dorometra andromacha AH Clark, 1936
- Dorometra aphrodite (AH Clark, 1912)
- Dorometra briseis (AH Clark, 1907)
- Dorometra clymene AH Clark, 1918
- Dorometra mauritiana (AH Clark, 1911)
- Dorometra nana (Hartlaub, 1890)
- Dorometra parvicirra (Carpenter, 1888)
- Dorometra sesokonis Obuchi, Kogo & Fujita, 2009

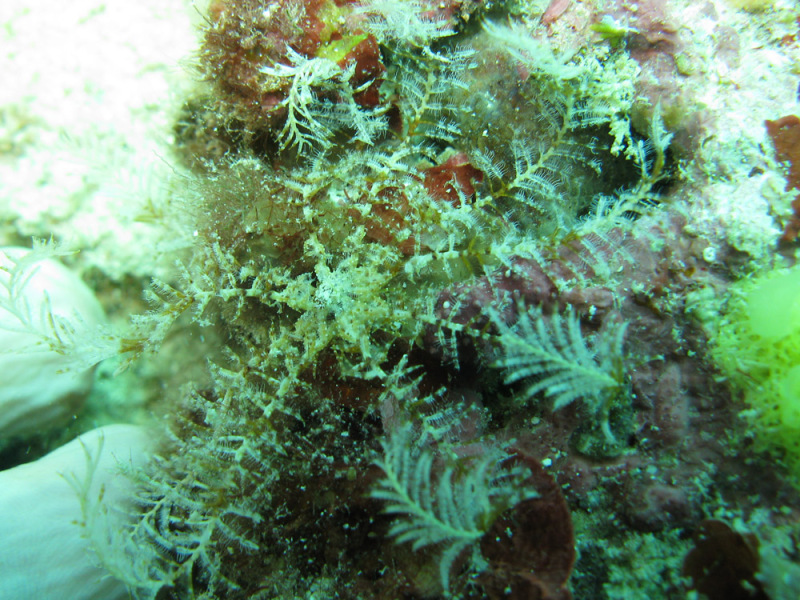
Dorometra nana
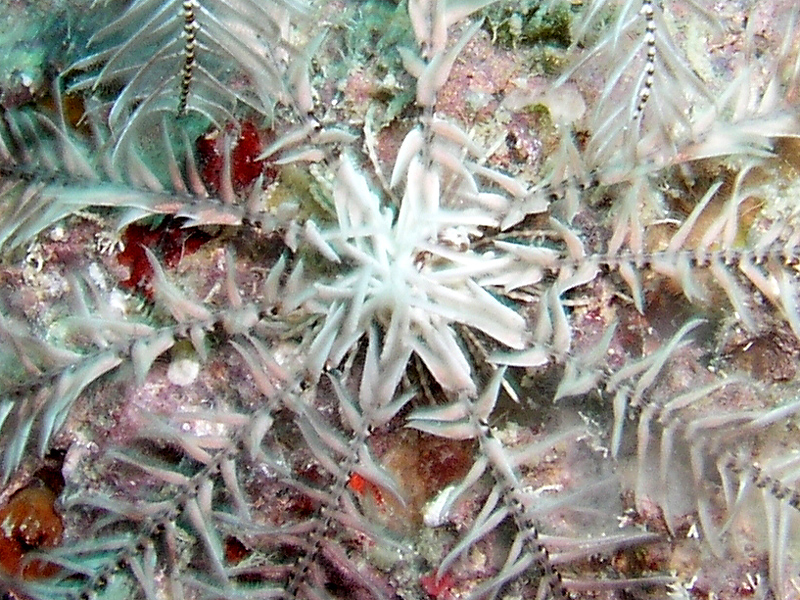
Dorometra parvicirra (cirrhes)